# Skrajna Kozia Szczerbina
Skrajna Kozia Szczerbina (słow. Predná kozia štrbina, Východná kozia štrbina, niem. Östliche Gemsenscharte, węg. Keleti-Zerge-rés) – przełęcz w słowackiej części Tatr Wysokich, położona w środkowym fragmencie Koziej Grani – południowo-wschodniej grani Jagnięcego Szczytu. Oddziela Kozią Kopkę na północnym zachodzie od najwyższej w grani Koziej Turni na południowym wschodzie.
Stoki północne i północno-wschodnie opadają z przełęczy do Doliny Białych Stawów, południowe – do Doliny Jagnięcej. Na północ trawiaste stoki spadają w kierunku Wyżniej Rzeżuchowej Kotliny, na północny wschód długi piarżysty żleb biegnie do Niżniej Rzeżuchowej Kotliny z Niżnim Rzeżuchowym Stawkiem. W kierunku południowym ze Skrajnej Koziej Szczerbiny zbiega wielki trawiasto-piarżysty żleb. W połowie wysokości rozszerza się on i przeistacza w stożek piargowy ponad Czerwonym Stawem Kieżmarskim.
Na Skrajną Kozią Szczerbinę, podobnie jak na inne obiekty w Koziej Grani, nie prowadzą żadne znakowane szlaki turystyczne. Najdogodniejsze drogi dla taterników wiodą na siodło żlebami z południa i północnego wschodu. Były one używane już dawno przez myśliwych polujących na kozice jako jedno z najłatwiejszych połączeń Doliny Jagnięcej i Doliny Białych Stawów.
Pierwsze znane wejścia:
- letnie – Georg Buchholtz junior, jego uczniowie i Jakob Buchholtz, 8 lipca 1726 r.,
- zimowe – Günter Oskar Dyhrenfurth i Alfred Martin, 19 kwietnia 1908 r.[2]

Skrajna Kozia Szczerbina bywa błędnie nazywana Skrajną Kozią Przełączką.